# 藍 (モデル)
藍（あい、1997年6月20日 - ）は日本のモデル。エンジェルプロダクション所属。

## 主な作品
写真集のほとんどは書籍ではなく、CD-Rなどにデータ化されたイメージ集。また電子書籍と呼ばれるメディア写真集が多数販売されており、ほぼ全てが所属事務所によるインディーズ作品である。そのため郵送されてくる商品は、市販のCD-Rが使用されており、肝心の画像データは全てjpgに統一されている。なお、CD-R写真集にはメイキングのDVD（約30分）が付属する。また2007年6月から清純いもうと倶楽部にもギャラリーや動画を公開している。

### 写真集
- 「藍01 小学2年生」
- 「藍02 小学3年生」
- 「藍03 小学3年生」
- 「藍色の本」
- 「苺みるく」
- 「藍04 小学3年生」
- 「藍05 小学4年生」
- 「藍07 小学4年生」
- 「藍08 小学4年生」
- 「天下無敵」
- 「藍09」
- 「藍10 小学5年生」
- 「藍11」
- 「夏藍」
- 「藍12」

### DVD
- 「藍DVD01 小学2年生」
- 「藍DVD02 小学3年生」
- 「天使的美少女エピソード5 藍」（ビーエムドットスリー）
- 「藍にドキッ!」
- 「藍DVD03 小学4年生」